# Coprosma linariifolia
Coprosma linariifolia är en måreväxtart som först beskrevs av Joseph Dalton Hooker, och fick sitt nu gällande namn av Joseph Dalton Hooker. Coprosma linariifolia ingår i släktet Coprosma och familjen måreväxter. Inga underarter finns listade i Catalogue of Life.